# Charles Scott (Kentucky)
Charles Scott (abril de 1739 — 22 de outubro de 1813) foi um político e militar dos Estados Unidos do século XVIII, foi eleito o quarto governador do Kentucky, em 1808. Órfão em tenra idade, Scott alistou-se no Regimento da Virgínia, em outubro de 1755 e serviu como um scout (soldado que faz reconhecimento) e escolta (proteção de grupo) durante a guerra francesa e Indiana (nome dado para a guerra iniciada pela América Britânica e a França). Destacou-se rapidamente nas fileiras alcançado o posto de capitão. Após a guerra, ele se casou e se dedicou a atividades agrícolas em terras herdadas de seu pai, mas voltou ao serviço militar ativo em 1775, pois a revolução americana começou a crescer em intensidade. Em agosto de 1776, foi promovido a coronel e recebeu o comando do 5º Regimento da Virgínia. Ainda naquele ano o 5º Regimento da Virgínia juntou-se com as tropas de George Washington em Nova Jérsei, participando da campanha da Philadelphia. Scott comandou a infantaria leve de Washington e no final de 1778, também foi o chefe de inteligência. Estando em disponibilidade pelo final da campanha da Philadelphia, Scott voltou à ativa em março de 1779 e foi chamado a Carolina do Sul para ajudar o General Benjamin Lincoln na base de operação meridional. Ele chegou em Charleston na Carolina do Sul quando Henry Clinton havia começado o cerco da cidade. Scott foi tomado como prisioneiro de guerra quando houve a rendição de Charleston. Libertado condicional em março de 1781 e trocado por Lord Rawdon, em julho de 1782, Scott cumpriu algumas atribuições de recrutamento antes que do final da guerra.
Após a guerra, Scott visitou a fronteira ocidental em 1785 e começou a fazer os preparativos para uma mudança permanente. Ele então escolheu morar perto de onde atualmente é conhecida por Versailles no Kentucky em 1787. Confrontados com os perigos de invasões dos índios, Scott arregimentou uma companhia de voluntários em 1790 e se juntou a Josiah Harmar para uma expedição contra os índios. Após a derrota do Harmar, o Presidente George Washington ordenou Arthur St. Clair para se preparar para uma invasão de terras indígenas no território do noroeste. Entretanto, Scott, mantendo agora o posto de general de brigada na milícia da Virgínia, foi convocado a realizar uma série de incursões preliminares. Em julho de 1791, ele efetuou o mais notável e bem-sucedido desses ataques contra a vila de Ouiatenon. A principla invasão de St. Clair realizada naquele ano fracassou. Logo após a separação de Kentucky da Virgínia em 1792, a Assembleia Geral de Kentucky condecorou Scott como um major-general e deu-lhe o comando da 2ª divisão da milícia de Kentucky. A divisão de Scott colaborou com a "Legião "Mad" Anthony Wayne" dos Estados Unidos até o fim da guerra aos índios do noroeste, incluindo a sua decisiva vitória na batalha de Fallen Timbers.
Tendo servido anteriormente na câmara de delegados da Virgínia e como eleitor presidencial, já envelhecido, Scott decidiu concorrer a governador. Sua campanha de 1808 foi habilmente gerenciada por seu assessor legal Jesse Bledsoe e obteve uma vitória convincente sobre John Allen e Green Clay. Em uma queda sobre o piso da residência governamental, no início do mandato de Scott impôs o uso de muletas até o final da vida e deixou-o fortemente dependente de Bledsoe, a quem havia nomeado Secretário de estado. Embora frequentemente entrasse em confronto com a Assembleia Legislativa do estado sobre assuntos internos, a principal preocupação de sua administração foi a crescente tensão entre os Estados Unidos e a Grã-Bretanha que conduziu à guerra de 1812. Mesmo com a decisão de Scott em nomear William Henry Harrison para brevet (temporário) major-general da milícia de Kentucky, que violou a constituição do estado, já que este não era cidadão do estado, não impediu Scott de ser elogiado pelos cidadãos do estado. Após o fim do seu mandato, Scott voltou para sua propriedade de Canewood. Sua saúde declinou rapidamente tendo morrido em 22 de outubro de 1813. O Condado de Scott de Kentucky e também o de Indiana foram assim nomeados em sua homenagem, como também são as cidades de Scottsville no Kentucky e na Virginia.

## Infância e família
Charles Scott nasceu em 1739, provavelmente em abril, na área do Condado de Goochland na Virgínia, onde agora está localizado o Condado de Powhatan. Seu pai, Samuel Scott, foi um fazendeiro e membro da câmara legislativa da Virgínia. Sua mãe, cujo nome não é conhecido, morreu provavelmente em 1745. Scott tinha um irmão mais velho, John e três irmãos mais novos, Edward, Joseph e Martha. Ele recebeu apenas uma educação básica de seus pais e das escolas rurais de Virginia perto de sua casa.
Pouco tempo depois que seu pai morreu em 1755, Scott foi aprendiz de carpinteiro. No final de julho de 1755, um tribunal local estava se preparando para empregá-lo como um guardião, mas em outubro, antes que o Tribunal chamasse, Scott se alistou no Regimento de Virgínia. Ele foi designado para a Companhia David Bell. Durante a primeira parte da guerra "francesa e indígena", ganhou elogios de seus superiores como um scout (soldado de reconhecimento) de fronteira e lenhador. A maioria de seus soldados foram indisciplinados e mal treinados, permitindo Scott destacar-se e ser rapidamente promovido ao posto de cabo. Em junho de 1756, ele foi promovido a sargento.
Scott serviu para George Washington na expedição de Braddock, falhando na tentativa de tomada do Fort Duquesne da França. A maior parte de 1756 e início de 1757, ele dividiu seu tempo entre Fort Cumberland e Fort Washington, realizando missões de escolta e reconhecimento. Em abril de 1757, A Companhia David Bell foi diminuída em comando como parte de uma redução geral do Regimento de Washington, então Scott foi designado ao capitão Robert McKenzie em Fort Pearsall. Em agosto e setembro, Washington enviou Scott e um pequeno grupo de escotismo em duas missões de reconhecimento para Fort Duquesne em preparação ao assalto daquele forte, mas o grupo obteve poucas informações nas missões. Em novembro Scott fez parte da expedição de Forbes que capturou o forte. Ele passou a última parte do ano no Fort Loudoun, onde Washington promoveu-o a alferes.
Scott passou a maior parte de 1759 realizando missões de escolta e construindo estradas e fortificações. Durante este tempo, forças da Virgínia foram tiradas de George Washington e colocadas sob o controle do coronel William Byrd. Em julho de 1760, Scott foi nomeado o quinto capitão de um grupo de soldados da Virgínia que Byrd liderou uma expedição contra os Cherokee em 1760. Não se sabe o papel ato de Scott na campanha. A expedição foi um sucesso e o governador da Virgínia Francis Fauquier ordenou dispersão do grupo em fevereiro de 1762. No entanto, Scott já havia anteriormente deixado o exército em alguma data desconhecida.
Antes de 1762, John o irmão mais velho de Scott morreu, deixando Scott como herdeiro da terra de seu pai, perto do James river e Muddy Creek. Tendo deixado o exército, ele trabalhou em sua fazenda herdada no final de 1761. Em 25 de fevereiro de 1762 Scott casou-se com Frances Sweeney do Condado de Cumberland na Virgínia e tiveram quatro meninos e quatro ou cinco meninas. Com a ajuda de aproximadamente 10 escravos, Scott trabalhou no cultivo do tabaco e moagem de farinha em sua fazenda. Em julho de 1766 foi nomeado um dos dois capitães da milícia local.

## Guerra revolucionária

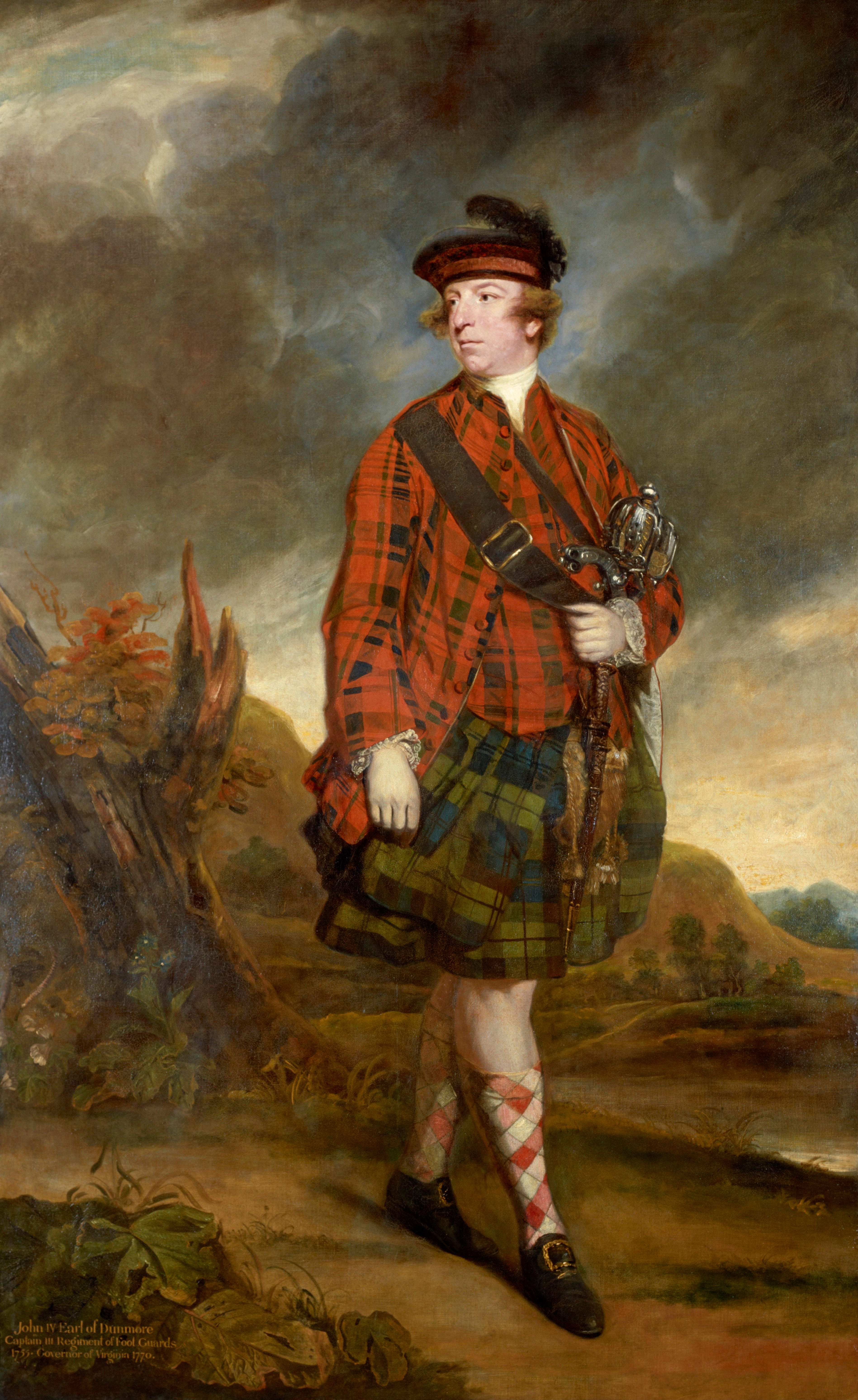
Lord Dunmore, expulso da Virgínia pelas tropas de Scott

Como a Revolução Americana intensificou-se em 1775, Scott arregimentou uma companhia de voluntários no Condado de Cumberland. Foi a primeira companhia formada ao sul do James river que participou na revolução. A companhia estava pronta para ajudar Patrick Henry em um confronto esperado com Lorde Dunmore em Williamsburg na Virgínia, em maio de 1775, mas Dunmore abandonou a cidade em junho, então uniram-se com tropas de condados circundantes em Williamsburg ainda naquele mês. Em julho as convenções da Virgínia criaram dois novos regimentos para o estado, uma delas sob o comando de Patrick Henry e a outra de William Woodford. Os dois líderes partiram para Williamsburg e nas convenções realizadas ficou reconhecido Scott como comandante temporário dos voluntários que já estavam lá localizados. Em 17 de agosto de 1775 foi promovido para tenente coronel do Regimento de Woodford o 2º regimento da Virginia. Seu irmão mais novo, Joseph, serviu como tenente neste Regimento. Em Dezembro Woodford enviou Scott e 150 homens para Great Bridge (ponte) na Virgínia, para defender este ponto de passagem no Rio Elizabeth. Dias após esta força exerceu um papel significativo em 9 de dezembro de 1775 na batalha de Great Bridge, onde foi morto o Capitão britânico Charles Fordyce, interrompendo, assim, o avanço britânico naquela ponto de passagem. Após esta batalha as forças coloniais foram capazes de ocupar a cidade de Norfolk na Virgínia e o Lorde Dunmore finalmente abandonou a Virgínia.
Em 13 de fevereiro de 1776 o 2º regimento da Virgínia tornou-se uma parte do Exército Continental. Scott manteve seu posto de tenente-coronel durante a transição. Depois de passar o inverno com parte do 2º regimento da Virgínia  em Suffolk, Scott foi promovido pelo Segundo Congresso Continental como Coronel do 5º Regimento de Virgínia em 12 de agosto de 1776. Ele substituiu o coronel William Peachy, que havia renunciado. O 5º Regimento Virginia ficou de prontidão nas cidades de Hampton e Portsmouth até o final de setembro. Eles então foram convocados a aderir a George Washington em Nova Jersey, onde fizeram reparos eventuais na cidade de Trenton em novembro.

### Campanha da Filadélfia
Atuando como parte da Brigada de Adam Stephen's o 5º Regimento da Virgínia comandado por Scott lutou na vitória colonial de 26 de dezembro na batalha de Trenton. Durante a batalha subsequente de Assunpink Creek (arroio) em 2 de Janeiro de 1777, o 5º Regimento da Virgínia ajudou a retardar o avanço de uma força combinada de Infantaria Britânica os dos "mercenários hessian" (germanos) na direção de Trenton. O Major George Johnston, um membro do 5º regimento da Virgínia, afirmou que Scott tinha "adquirido honra imortal" pela sua atuação no comabate de Assunpink Creek. Após estas batalhas a principal força de Washington preparou-se para passar o inverno em Morristown em New Jersey, enquanto Regimento de Scott baseou-se nas proximidades de Chatham. A partir desta base, ele liderou ataques de Infantaria contra grupos de abastecimento britânicos. Em seu episódio mais notável na batalha de Drake Farm em 1º de fevereiro ele derrotou uma combinação superior de soldados britânicos e mercenários hessian.

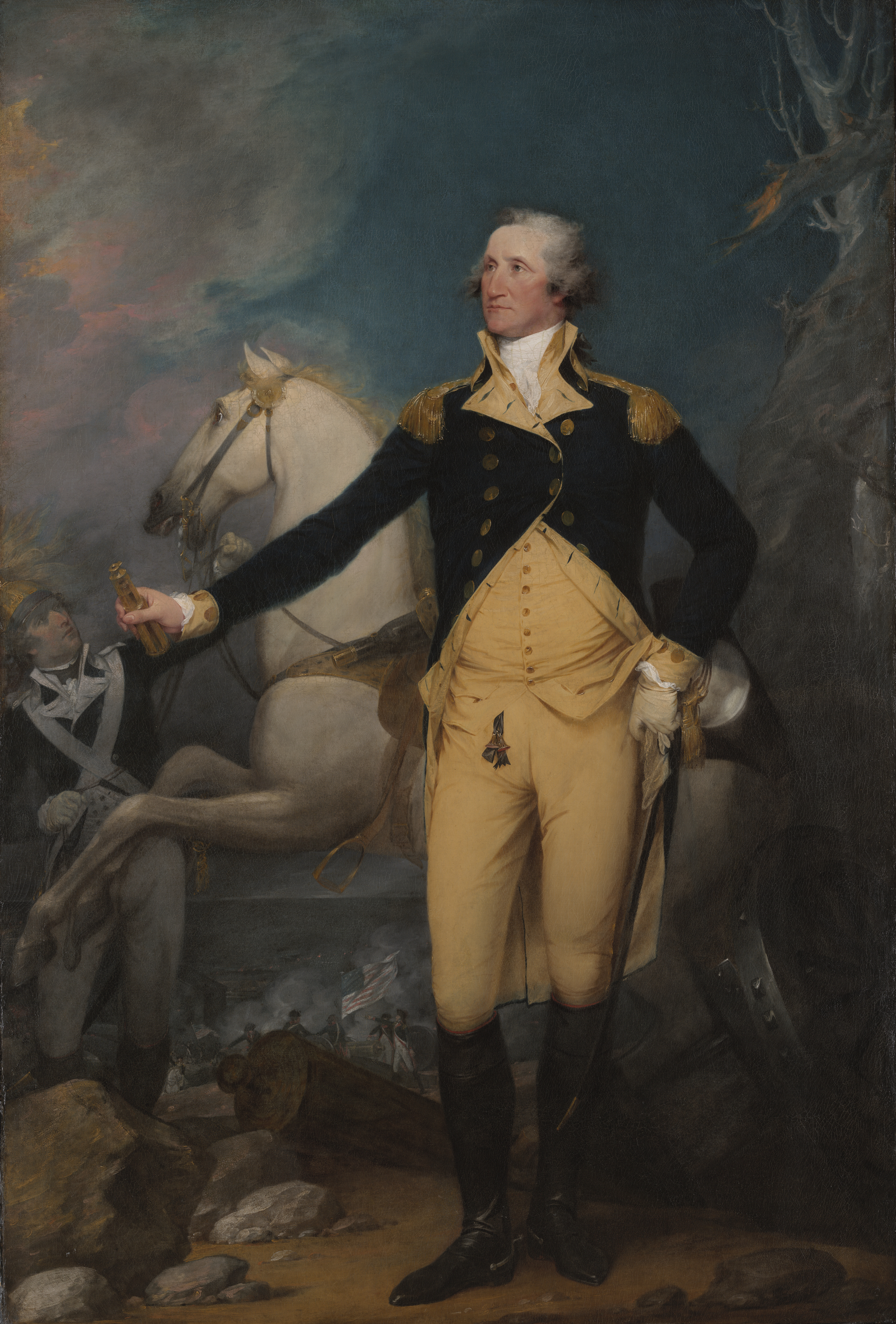
George Washington, comandante das forças coloniais durante a campanha de Filadélfia

Em março de 1777, Scott retornou para sua fazenda de Virgínia, tendo sua primeira licença em mais de um ano. Em reconhecimento de seu serviço com George Washington o Congresso promoveu-o para o posto de Brigadeiro-general em 2 de abril de 1777. A pedido de Washington regressou para Trenton em 10 de maio de 1777. Sua 4ª Brigada de Virginia e outra brigada comandada por William Woodford constituíam a divisão de Virgínia, comandada por Stephen de Adam, que tinha sido promovido a major-general. Com Stephen e o Brigadeiro-General William Maxwell doente Scott assumiu o comando temporário da divisão entre 19 de maio e 24 de maio. George Washington passou grande parte do Verão de 1777 tratando de prever e conter os movimentos do General britânico William Howe e a calmaria no combate permitiu tempo para Scott apresentar um pedido junto ao Congresso de revisão de sua antiguidade e classificação militar e de como haviam sido calculadas. Após meses de deliberação o Congresso concordou com o pedido de Scott, colocando-o à frente de seu colega de farda brigadeiro-general George Weedon em antiguidade.
Em 11 de setembro na Batalha de Brandywine a 4ª Brigada da Virginia obstinadamente resistiu ao avanço do General Charles Cornwallis, porém obrigou-se a recuar. Após a vitória britânica, Howe marchou em direção a Filadélfia, parando brevemente em Germantown. Scott persistentemente defendia um ataque à posição de Howe em Germantown, embora inicialmente estivesse em minoria entre os generais de Washington, ele acabou por prevalecer sobre George Washington para realizar o ataque. Em 4 de outubro de 1777 a 4º Brigada da Virginia atacou os ingleses na batalha de Germantown. Além do tortuoso caminho para a batalha o campo já estava coberto por fumaça pesada de mosquetes e fogo ateado em um campo de trigo mourisco seco pelos britânicos quando chegaram, então eles e as forças coloniais perderam-se na fumaça e recuaram.
Após a derrota às tropas de Germantown, Washington tomou uma posição nas colinas que rodeiam Whitemarsh na Pensilvânia, cerca de 14 milhas (23 km) da Filadélfia. Scott e quatro outros generais inicialmente eram favoráveis de um ataque na Philadelphia em Dezembro, mas depois de ouvir a avaliação de Washington das defesas do inimigo lá, eles abandonaram a ideia. Após uma série de escaramuças com os combatentes de Howe perto exército de Washington, Whitemarsh recuou e acampou durante o inverno em Valley Forge. Scott recebeu convite para hospedar-se na bela fazenda de Samuel Jones, cerca de três milhas do acampamento, mas cavalgou para inspecionar sua brigada diariamente. Washington concedeu-lhe uma licença em meados de março de 1778, e ele voltou a Valley Forge em 20 de maio de 1778.
Quando Washington e seus homens abandonaram o Valley Forge em meados de junho de 1778, Scott foi convocado a recrutar 1.500 soldados de infantaria leve e perseguir as forças britânicas, então eles marcharam para Nova Jersey. Em 26 de junho o Marquês de Lafayette se uniu ao Scott com um adicional de 1.000 homens, na expectativa de uma grande ofensiva no dia seguinte. O general Charles Lee foi escolhido para comandar a operação, que foi adiada por um dia devido à comunicação insuficiente e atrasos em encaminhamento de provisão. Lee não compartilhou nenhum plano de batalha com seus generais, afirmando mais tarde que ele possuía inteligência suficiente para planejar sozinho. Na manhã de 28 de junho, Lee lançou o ataque, então começa a batalha de Monmouth. Durante a batalha, Scott observou artilheiros americanos recuarem. Não percebendo que os homens haviam apenas ficado sem munições, Scott acreditou que o retiro era um sinal de fracasso da ofensiva americana e ordenou aos seus homens a recuarem também. Na falta de um plano de batalha para orientação, William Maxwell e Anthony Wayne, cujas unidades estavam lutando ao lado de homens de Scott, também ordenaram uma retirada. Com um número tão grande de combatentes recuando, Lee recuou e, dessa maneira, fracassou a ofensiva. Embora a principal força de Washington houvesse detido o avanço britânico, o retiro de Scott foi parcialmente culpado para devolver-lhes o controle da batalha. A tradição diz que, no rescaldo da batalha, Scott testemunhou George Washington repreendendo Lee em um discurso carregado de palavras de baixo calão, mas o biógrafo Harry M. Ward considera improvável que Scott estivesse presente na reunião. Lee foi submetido mais tarde a corte marcial para a retirada e suspensão do comando.
Após a batalha de Monmouth, os britânicos retiraram-se para Nova Iorque. Em 14 de agosto ao Scott foi dado o comando de um novo corpo de infantaria ligeira organizado por Washington. Ele também serviu como chefe do serviço de inteligência de George Washington, realizando missões de reconhecimento constante da nova base dos americanos em White Plains em Nova York. Enquanto homens de Scott realizavam algumas escaramuças com as forças da inteligência britânica, nem o exército de Washington nem a força britânica em Nova York realizaram quaisquer operações importantes antes dos dados coletados por Scott serem entregues em novembro de 1778.

## Atuação no palco meridional de batalhas e sua captura
Em uma carta datada de março de 1779 de George Washington para Scott, que ainda descansava na Virgínia, ordenou-lhe recrutar voluntários na Virgínia e unir-se a ele no Middlebrook em 1º de maio. A dificuldade de obter voluntários e suprimentos atrasaram o retorno de Scott. Durante o atraso Washington ordenou aos recrutas avançarem para a Carolina do Sul para se juntarem a Benjamin Lincoln, que estava no comando das forças da milícia de lá. Relatórios de movimentos significativos de tropas britânicas em direção da Geórgia convenceram Washington de que o inimigo estava preparando uma invasão ao Sul.

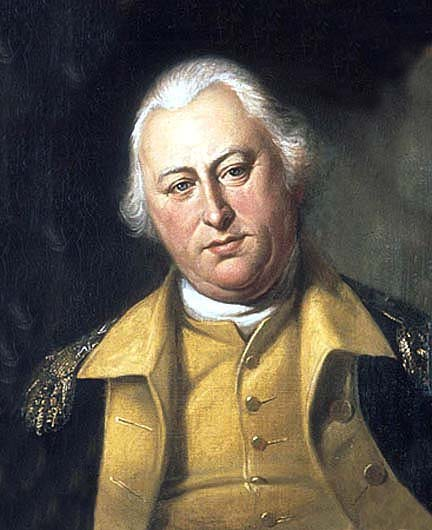
Benjamin Lincoln, comandante das forças em Charleston na Carolina do Sul

Logo após a entrega das ordens de Washington, um ataque britânico de tropas comandadas por George Collier e Edward Mathew chegou na Virgínia para capturar ou destruir contingentes que por sua vez poderiam ser enviadas para o Sul para auxiliar os reforços indo para Carolina do Sul. As Ordens ao Scott mudaram novamente, os delegados representantes da Virgínia ordenaram que imediatamente preparasse defesas contra os ataques de Collier e de Mathew. Quando ficou claro tanto para o legislativo como para os contingentes de Washington que Collier e Mathew empenhavam-se somente em saquear, mas não invadir, eles concluíram que a milícia local seria capaz de proteger suficientemente os interesses de Virgínia e que Scott deveria continuar a recrutar homens para reforçar a Sul. Os legisladores presentearam-no com um cavalo, uma arma de fogo e 500 libras esterlinas para sua rápida resposta à ameaça.
As dificuldades de recrutamento de Scott na Virgínia continuaram, apesar da implementação de um projeto pelo legislador estadual. Finalmente, em outubro de 1779, ele encaminhou as tropas vindas para ele do exército do norte por Washington para Lincoln na Carolina do Sul, cumprindo assim a sua quota. Ele manteve só o Regimento de Abraham Buford com ele em Virgínia. Em fevereiro de 1780, cerca de 750 homens enviados por Washington sob o comando de  William Woodford chegaram ao acampamento de Scott em Petersburg na Virgínia. As autoridades da Virgínia temendo que a força britânica do Sul sob o comando do General Henry Clinton iria para norte da Virgínia, detiveram Scott e Woodford até ficar claro que o objetivo de Clinton era a posição de Lincoln em Charleston na Carolina do Sul.
Em 30 de março de 1780 Scott chegou a Charleston no momento que Clinton havia sitiado a cidade. Ele foi capturado quando da rendição da cidade em 12 de maio de 1780 e foi mantido como prisioneiro de guerra em Haddrell's Point perto de Charleston. Embora ele fosse um prisioneiro, foi permitido que pudesse mover-se dentro de um raio de seis milhas e foi permitido corresponder-se e comerciar com conhecidos da Virgínia. Com a morte de William Woodford em 13 de novembro de 1780, tornou-se o primeiro responsável pelo bem-estar das tropas da Virginia em Haddrell's Point. Pediu sua liberdade condicional por conta de problemas de saúde em 30 de Janeiro de 1781 e no final de março, Charles Cornwallis deferiu o pedido.
Em julho de 1782 Scott foi trocado por Lord Rawdon, terminando sua liberdade condicional. Washington informou-lhe que ele estava de volta na ativa e ordenou-lhe apoiar esforços de recrutamento do General Peter Muhlenberg na Virgínia, então informou a pretensão ao General Nathanael Greene. Greene escreveu que ele não tinha um contingente para Scott, no entanto solicitou que ele permanecesse com Muhlenberg na Virgínia. As poucas tropas que ele foi capaz de recrutar foram enviadas para um armazém no Winchester na Virgínia. Quando os artigos preliminares de paz entre Estados Unidos e Grã-Bretanha foram assinados em março de 1783, o recrutamento parou por completo. Scott foi promovido a major-general em 30 de setembro de 1783, antes de ser dispensado do Exército Continental. Após a guerra, ele se tornou um dos membros fundadores da sociedade de Cincinnati.

## Assentamento em Kentucky e início da carreira política

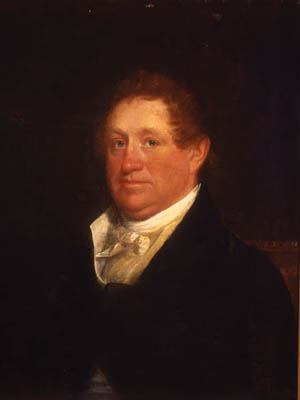
Peyton Short, acompanhou Scott até o Kentucky em 1785.

Em outubro de 1783 o legislativo da Virginia autorizou Scott para Comissionar superintendentes e topógrafos para o levantamento de terras a serem dadas aos soldados por terem participado na guerra revolucionária. Entusiasmado por relatórios otimistas vindos de Kentucky através de seu amigo, James Wilkinson, providenciou na construção de uma cabana para ele perto do rio Kentucky, embora o Construtor aparentemente colocou apenas a pedra angular. Scott visitou pela primeira vez Kentucky em meados de 1785. Viajando com Peyton Short, um dos parceiros de negócios de Wilkinson, ele chegou em Limestone (atual Maysville no Kentucky) através dos rios Monongahela e Ohio. Scott e Short então viajaram por terra até o Rio de Kentucky fazendo observações, para exame posterior. A permanência de Scott em Kentucky foi breve. Ele voltou para sua fazenda na Virgínia em setembro de 1785.
Em seu retorno à Virgínia, Scott contratou Edward Carrington, antigo intendente geral do exército do Sul, para organizar suas finanças como preparação para uma mudança para o Kentucky. Carrington então comprou a fazenda de Scott na Virginia em 1785, permitindo que ele e sua família morassem lá até a mudança para a fronteira. Em 1787 Scott estabeleceu-se perto da cidade de Versailles no Kentucky. Entre suas pretensões como militar e de seus filhos, a família de Scott tinha o direito de receber 21.035 acres (8.513 ha) no Condado de Fayette e Bourbon. Scott construiu uma casa de dois andares, um depósito e um armazém de controle de tabaco. Em junho de 1787 guerreiros Shawnee (índios) mataram e escalpelaram o seu filho Samuel que foi surpreendido cruzando o Rio de Ohio de canoa e o mais velho assistindo impotente nas margens do Rio. Apesar de um pequeno grupo de colonos terem perseguido os Shawnees do outro lado do Rio, eles não foram capazes de alcançá-los. No terceiro volume da obra The Winning of the West de Theodore Roosevelt, ele afirmou que Scott estava "enfeitiçado pela guerra" contra os índios após a morte de seu filho.
Scott envolveu-se com sua família como uma maneira de lidar com a dor da perda de seu filho. A sua fazenda era chamada "Scott's Landing" e Scott serviu brevemente como um Inspetor de tabaco para a área. Determinado a fazer de Scott's Landing a peça central de um assentamento maior, chamado Petersburgo, ele começou a vender lotes próximo ao assentamento em novembro de 1788. Entre aqueles que compraram lotes foram James Wilkinson, Abraham Buford, juiz George Muter e Christopher Greenup futuro deputado e governador de Kentucky.
Scott foi um dos 37 fundadores da "Sociedade de Kentucky para a promoção do conhecimento útil" em 1787. Embora ele não tenha participado de nenhuma das dez convenções de Estado que pretendia separar o Kentucky da Virgínia, ele apoiou a ideia desde o início. O Condado de Woodford quando foi formado de uma parte do Condado de Fayette incluía o incipiente povoado de Scott, porém Charles Scott recusou ser vice-governador do condado recém formado. Em vez disso aceitou ser candidato para representar o conselho na câmara de delegados da Virgínia. Durante o seu mandato único, ele fez parte do Comitê de privilégios e eleições, bem como de várias comissões especiais, inclusive da que recomendou ao presidente George Washington fornecer uma guarda militar para o Big Bone Lick para facilitar o estabelecimento de salinas naquele local.

## Guerra aos índios do noroeste

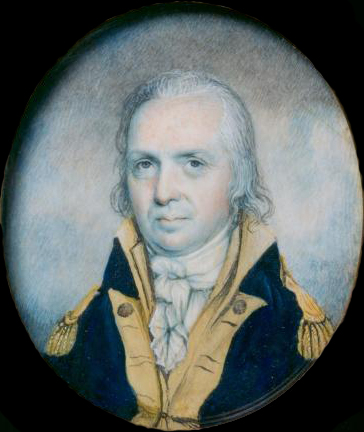
Josiah Harmar's, falhou na campanha contra os índios do território do noroeste acreditando que apenas a milícia local de Kentucky fosse suficiente.

Com as tensões crescentes entre os índios do território noroeste e os colonos na fronteira do Kentucky, o presidente Washington sancionou operações conjuntas entre as tropas do exército federal e as milícias locais da fronteira contra os índios. Em abril de 1790 Scott montou um contingente de voluntários do Condado de Bourbon e Fayette para unir-se com Josiah Harmar e efetuar um ataque contra índios ao longo do Rio Scioto no que veio a ser o estado norte-americano de Ohio. A força combinada de regulares e milícias partiu de Limeston em 18 de abril de 1790, atravessando o Rio Ohio e marchando para Scioto. A partir daí eles rumaram em direção ao sul, até onde está a atual cidade de Portsmouth em Ohio e descobriram um acampamento indígena abandonado. Pegadas recentes, incluindo aquelas de um conhecido índio guerreiro Shawnee apelidado de "pé de carretel" por causa de seus pés, indicavam o caminho para além do acampamento. Scott enviou um pequeno destacamento para seguir as trilhas, ao final eles descobriram e mataram quatro índios Shawnee, incluindo pé de carretel. Além disso a expedição não realizou mais nada e, em seguida, foi desfeita em 27 de agosto de 1790.
Em junho de 1790, Harmar e Arthur St. Clair foram convocados para liderar outra expedição contra os índios. Harmar esperava que Scott, Isaac Shelby ou Benjamin Logan aderissem à campanha e levassem a milícia de Kentucky, mas todas os três recusaram. Scott tinha sido eleito para representar na assembleia geral da Virgínia, no Condado de Woodford e seu dever legislativo impedia seu afastamento. Ele acreditava que os milicianos de Kentucky serviriam apenas ao comando do Coronel Robert Trotter, um veterano de Logan nos anteriores combates aos índios. Porém o comando dos milicianos de Kentucky foi entregue ao Major John Hardin e muitos milicianos recusaram-se a aderir à campanha, dessa forma ocorreu o previsto por Scott. Durante a expedição o filho de Scott, Merritt, que serviu como capitão na milícia de Condado de Woodford foi morto e escalpelado. Toda a expedição foi um fracasso e solidificou a forte desconfiança do milicianos de Kentucky sobre Harmar, do que prometaram nunca mais lutar ao lado dele novamente.
Durante a campanha de Harmar, Charles Scott estava em mandato na Assembleia Legislativa do estado em Richmond na Virgínia. Foi novamente nomeado para o Comitê de privilégios e eleições. Atuou no Comitê de propostas, queixas e vários comitês especiais. Em 30 de dezembro de 1790, o governador da Virgínia Beverley Randolph, possivelmente sob recomendação de Washington, promoveu Scott para general de brigada na milícia da Virgínia e deu-lhe o comando de todo o distrito de Kentucky. A sua principal responsabilidade era supervisionar uma linha de 18 postos ao longo do Rio Ohio. Em Janeiro de 1791 o presidente Washington aceitou a sugestão do senador John Brown de compor o conselho de guerra de Kentucky, composto de Brown, Scott, Isaac Shelby, Harry Innes e Benjamin Logan. O Comitê estava habilitado para chamar a milícia local para atuar em conjunto com as tropas federais contra os índios. Recomendaram montar um exército de voluntários para localizar e destruir acampamentos de índios ao norte do Rio Ohio. Ainda naquele mês Washington aprovou um plano para invadir as terras natais dos índios por meio de um ataque partindo de Fort Washington (onde agora se localiza Cincinnati em Ohio). A maioria dos Kentuckianianos estavam descontentes com escolha feita por Washington de Arthur St. Clair como comandante da invasão, pois este sofria de gota e era incapaz de montar seu cavalo sem ajuda. Scott foi convocado para servir sob St. Clair como comandante dos 1.000 milicianos que participaram da invasão, cerca de um terço da força total.

## A campanha de Blackberry
Washington convocou Scott para realizar uma série de incursões preliminares em meados de 1791 que iria manter o inimigo ocupado enquanto St. Clair montasse a força principal de invasão. Tanto Isaac Shelby e Benjamin Logan tinham a esperança de comandar a campanha e nem aceitariam uma posição menor. Shelby, no entanto, apoiou a campanha, enquanto Logan opôs-se. Scott emitiu uma chamada de voluntários para reunir em Frankfort no Kentucky em 15 de maio de 1791, com a finalidade de realizar estas invasões. Os Kentuckianianos responderam favoravelmente ao chamado para a campanha e 852 homens voluntariaram-se para o serviço, embora Scott estivesse autorizado a convocar 750. O Senador John Brown foi entre os voluntários. Após um breve atraso no aguardo de solução diplomática, que falhou para as tribos de Miami no território do noroeste, os homens de Scott partiram de Fort Washington em 24 de maio. Os milicianos cruzaram Ohio dirigindo-se para uma conjunção dos assentamentos de Miami, Kickapoo, Wea e Potawatomi, local onde agora está localizado Lafayette na Indiana. Durante oito dias, eles cruzaram o terreno acidentado e foram castigados por chuvas frequentes. As duras condições estragaram os suprimentos da milícia, então eles recorreram à coleta de amoras que foram encontradas na região. Por esse motivo, a expedição ganhou o apelido de "Campanha Blackberry".
Como homens de Scott chegaram em uma pradaria aberta próximo ao assentamento da Wea de Ouiatenon em 1º de junho, eles foram descobertos por uma tropa inimiga então correram para atacar as aldeias antes que os moradores pudessem reagir. Quando a principal força alcançou as aldeias, eles encontraram os moradores fugindo apressadamente através do Rio Wabash em canoas. Ajudados pelo ataque aberto por uma aldeia de Kickapoo do outro lado do Rio, eles foram capazes de escapar antes do ataque dos homens de Scott. O Rio era muito largo para travessia local para as tropas de Scott, então ele enviou um destacamento sob o comando de James Wilkinson em uma direção e outro destacamento sob o comando de Thomas Barbee na outra direção para encontrar um lugar de travessia no rio. Wilkinson não encontrou um local adequado, mas localizou um pequeno grupo de índios mortos antes de retornar. Barbee localizou um cruzamento e realizou uma breve incursão contra os índios do outro lado antes de retornar até Scott. Na manhã seguinte a principal força de Scott queimou as aldeias e plantações próximas, enquanto um destacamento sob o comando de Wilkinson atacou o acampamento de Kethtippecannunk. Os habitantes desta vila tinham fugido atravessando o rio Eel Creek e, depois de um tiroteio breve e ineficaz, os homens de Wilkinson queimaram a aldeia e retornaram até Scott. No seu relatório oficial, Scott observou que muitos dos moradores do Kethtippecannunk eram franceses e especulou que eram ligados ou, talvez dependente, do povoado francês de Detroit.
Ficando sem suprimentos, Scott e seus homens terminaram sua campanha. Na viagem de retorno, dois homens morreram afogados no Rio Branco. Apenas estas foram as mortes entre os homens de Scott. Outros cinco feridos sobreviveram. No total eles matou 38 índios e 57 foram presos. Scott enviou 12 homens na frente com o revisado relatório oficial de Arthur St. Clair. O restante dos homens chegou a Fort Steuben (atual Clarksville na Indiana), em 15 de junho. No dia seguinte, eles atravessaram o Rio de Ohio e receberam seus documentos de baixa de contingente em Louisville no Kentucky.

## Expedição de St. Clair
A campanha de Scott no rio Wabash foi bem recebida em Kentucky e na administração de Washington. Em 24 de junho de 1791 Arthur St. Clair incentivou o Conselho de guerra para organizar uma segunda expedição para a região de Wabash e remover seus postos ao longo do Rio Ohio para liberar recursos humanos e Finanças, como um prelúdio para sua invasão maior. Scott questionou a ideia de remoção de postos avançados e convenceu seus colegas do Conselho de guerra para reter um em Big Bone Lick e outro para guarda de uma salina na Foz do rio Kentucky. Seus instintos estavam certos e ficou provado posteriormente. Um mês mais tarde, os índios combatentes tentaram negar aos colonos da fronteira o acesso ao sal, dominando Big Bone Lick, mas eles foram repelidos pela milícia estacionada no posto. Scott também não acreditou que 500 homens, número solicitado de St. Clair para a segunda expedição de Wabash, fosse suficiente para uma operação eficaz.

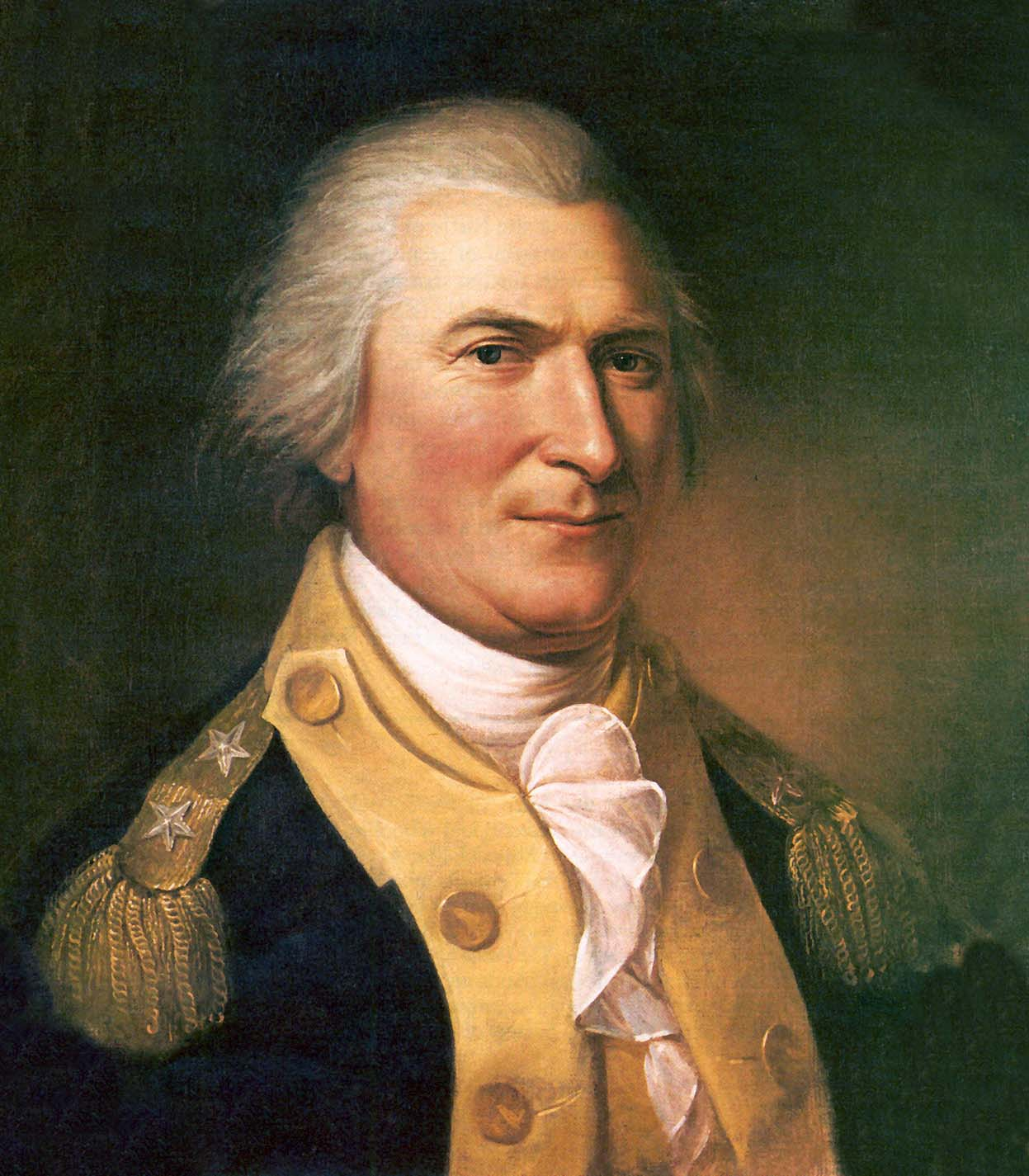
Arthur St. Clair intentou uma fracassada expedição contra os índios do noroeste no final de 1791.

Em julho Scott deu permissão para John Edwards, residente no Condado de Bourbon, levar 300 homens atacar um bando de índios suspeitos de roubar cavalos na margem de Kentucky do Rio Ohio. Embora a expedição de Edwards quase chegou ao Rio de Sandusky, encontraram apenas aldeias desertas. Desconhecida a região pelos voluntários, eles perderam-se sendo emboscados pelos índios na área. Muitos dos homens que acompanharam Edwards acusaram-no de covardia. Devido à doença, Scott foi incapaz de levar a expedição que St. Clair havia solicitado. Em vez disso, ele escolheu seu amigo, James Wilkinson, para conduzi-lo. Os homens de Wilkinson partiram em 1º de agosto. Durante a sua expedição destruíram a aldeia evacuada de Kikiah (também chamado de Kenapocomoco), o assentamento reconstruído de Ouiatanon, uma pequena aldeia de Kickapoo e vários outros pequenos povoados na área. Retornando pela mesma via da expedição anterior comandada por Scott, os homens de Wilkinson chegaram em Kentucky em 21 de agosto. As campanhas de Scott e Wilkinson foram significativas e foram muito sentidas pelos índios do noroeste. Dessa forma, os "Weas" e os "Kickapoos" assinaram um Tratado de paz com os Estados Unidos no ano seguinte, e os Kickapoos migraram para bem distante em Illinois e Missouri.
St. Clair continuou os preparativos para invadir o noroeste, apesar do fato de que havia admitido que estava incapaz para o combate devido a seus problemas de saúde. Como Harmar, ele também era impopular em Kentucky, e Scott tinha que conduzir um projeto para elevar os milicianos necessários para expedição de St. Clair. Ele e mais outros oficiais em Kentucky alegaram que eles estavam demasiados doentes para levar os homens, mas na verdade era temor de perder o respeito de Kentuckinianos pela sua associação com St. Clair. O coronel William Oldham foi o militar mais disposto a levar os Kentuckinianos.
St. Clair partiu de Fort Washington em 1 de outubro. Em 3 de novembro ele ordenou a seus homens para fazer acampamento em um pequeno afluente do Rio Wabash, por engano, acreditando que eles estavam acampados no Rio St. Marys. Sua intenção era que os homens construíssem uma proteção para a ação do dia seguinte, mas antes do sol nascer, um grupo combinado de Miami e canadenses atacou a tropa, cercando-os e capturando a maior parte de sua artilharia e a maioria de seus suprimentos. Da força de St. Clair de 1.400 homens, 600 foram mortos e 300 capturados durante o ataque. Os milicianos de Kentucky resultaram perdidos durante o ataque e seu líder, o Coronel Oldham, foi morto. Apesar de terem sido pegos de surpresa, eles e a maioria dos cidadãos de Kentucky culpavam St. Clair. pela derrocada. St. Clair retirou-se para Fort Washington e em 24 de novembro, então Scott uniu-se com ele dispondo de 200 voluntários montados para o caso de índios decidirem persegui-los e invadir o Kentucky. Quando se tornou evidente que nenhuma invasão de índios era iminente os homens de Scott voltaram para casa. Como resultado da campanha de St. Clair as tribos que tinham sido previamente neutras no conflito, incluindo os Delawares e os Wyandots, aliaram-se aos de Miami e Shawnee contra os povos fronteiriços.

## Serviço com a Legião dos Estados Unidos
Após a derrota de St. Clair o presidente Washington pediu ao Congresso autorização para a formação da Legião dos Estados Unidos, uma tropa de 5.000 homens para lutar contra os índios no noroeste. O Congresso aprovou a proposta em março de 1792 e Scott soube por um amigo da Filadélfia que estava sendo considerado para comandante da Legião. Posteriormente, no entanto, Washington concluiu que ele possuía "habilidades insuficientes" e seu conhecido vício de beber álcool em excesso também pesou contra para Washington. Em vez disso, Washington escolheu "Mad" Anthony Wayne para comandar a Legião. Em 4 de junho de 1792, poucos dias depois de Kentucky tornar-se oficialmente um estado, a Assembleia Geral de Kentucky designou Scott e Benjamin Logan como principais generais da milícia do estado. Em 25 de junho ao Scott foi dado o comando da 2ª divisão da milícia, que foi convocada para atuar ao norte do Rio de Kentucky. Enquanto a 1ª Divisão de Logan atuaria no sul do Rio.
A nova legislatura do estado também criou um Comitê de cinco homens para selecionar uma cidade para ser a nova capital do estado. Scott esforçou-se para que fosse Petersburgo, que ainda era um incipiente povoado, designado como a capital. Outras localidades também entraram na disputa, incluindo Frankfort, Lexington, Louisville e Shawnees. Frankfort foi finalmente escolhido. A falha de Scott em designar Petersburgo como a capital do estado contribuiu mais do que qualquer outra coisa, que se tornasse uma cidade viável economicamente. O filho de Scott, Charles Jr. escreveu ao seu irmão Daniel que seu pai estava planejando disputar para o Congresso em 1792. Embora Charles, Jr. confiasse que seu pai seria eleito, sua candidatura aparentemente nunca se concretizou ou vacilou logo após o começo. Ele foi, no entanto, escolhido como um eleitor presidencial em 1793.

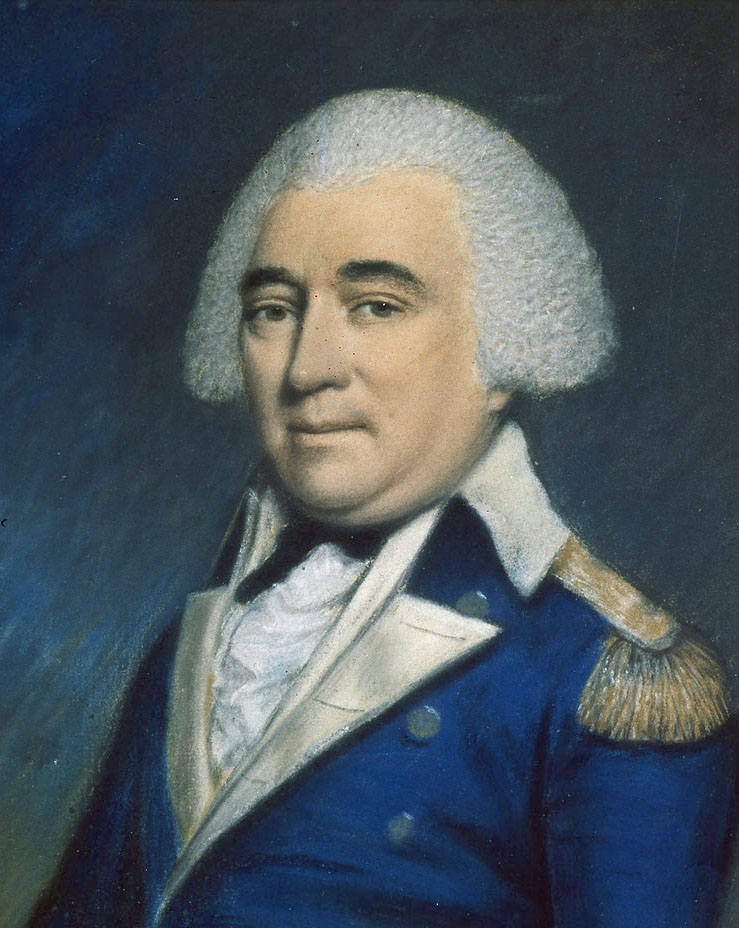
"Mad" Anthony Wayne, comandante da Legião dos Estados Unidos

Wayne inicialmente pensou em usar milicianos de Kentucky em ataques preventivos contra os índios e para realizar a invasão principal usar somente as tropas federais, mas no momento em que mudou-se para Fort Washington em meados de 1793, ele tinha arregimentado menos de 3.000 dos 5.000 homens que ele tinha previsto. Pediu então para que homens de Scott e de Logan se juntassem a sua principal força. Logan se recusou a cooperar com um oficial federal, mas Scott finalmente concordou, então Wayne designou um oficial do exército federal em 1 de julho de 1793. Ele e o governador Isaac Shelby instituíram um projeto para agrupar 1.500 soldados, que foi unir-se ao comando da operação de Wayne. Quando em Fort Jefferson se juntou a Wayne em 21 de outubro de 1793, a tropa não ultrapassou 1.000 homens.
Em 4 De novembro Wayne ordenou aos milicianos de Scott para destruírem uma aldeia próxima de Delaware. Ainda ressentidos e desconfiados dos oficiais federais e ciente de que Wayne não iria lançar uma grande ofensiva tão próximo ao inverno, os homens não estavam entusiasmados com a missão, que muitos deles consideraram triviais. Naquela noite 501 deles desertaram do acampamento, embora Wayne observou em seu relatório que acreditava que Scott e seus oficiais tinha feito tudo que poderia fazer para impedir as deserções. Scott tentou continuar a missão com seus homens restantes, mas o mau tempo impediu-o de realizar uma grande ofensiva. Finalmente os homens foram capazes de dispersar um pequeno acampamento inimigo antes de continuar em direção a Fort Washington e retornando em 10 de novembro. Wayne ordenou Scott para retornar o contingente total de suas tropas após o inverno.
As tensões haviam amenizado entre Wayne e os Kentuckinianos durante o Inverno de 1793. Wayne notou que, apesar de sua descrença inicial, os voluntários de Kentucky pareciam ser bons soldados. De outro lado os milicianos, após observarem Wayne, concluíram que, ao contrário de Harmar e St. Clair, ele sabia como combater os índios. Wayne aumentou sua popularidade em Kentucky, criando o Fort Recovery durante o inverno no local da derrota de St. Clair. A vitória dos índios sobre St. Clair tinha se tornado uma parte de sua tradição e inspirou-os a continuar a luta contra os colonos ocidentais. A construção de um fort por Wayne neste local foi um duro golpe para a psiquê dos índios, e o sepultamento de alguns dos 600 crânios que os índios haviam desenterrado e espalhados por toda a área tornou-se reconhecido pelos Kentuckinianos, uma vez que muitos deles estavam entre os mortos. Enquanto Scott chegou respeitar Wayne pessoalmente, seu amigo, James Wilkinson, iniciou uma campanha anônima para manchar a imagem de Wayne, cobiçando o comando da expedição noroeste para si. Scott naquela época estando de licença na Filadélfia, escreveu ao Secretário da guerra Henry Knox para defender a reputação de Wayne, rompendo sua amizade com Wilkinson.
Scott retornou ao Kentucky vindo da Filadélfia em junho de 1794, reuniu então 1.500 milicianos e juntou-se ao Wayne no Fort Greeneville em 27 de julho. Ele e Thomas Barbee levaram esta força para ajudar os 1.000 homens regulares de Wayne. A força unida marchou rapidamente e tomou uma recém evacuada aldeia de índios na cidade de Grand Glaize em 8 de agosto. Aqui Wayne ordenou a construção do Fort Defiance, o que foi feito em cerca de uma semana. Scott foi responsável pela nomeação do forte. Observe-se que quando estava sendo construído ele declarou, "Eu desafio os ingleses, índios e todos os demônios no inferno para movê-lo". Baseado na inteligência fornecida por voluntários montados de Scott, Wayne ordenou sua força para marchar em direção ao Fort Miami em 14 de agosto, antecipando uma batalha com uma força combinada de britânicos e índios num total de 2.400 elementos. Exatamente 08:45 a.m. em 20 de agosto a Brigada do Major William Price de voluntários unidos aos índios cercou o Fort Miami para protegê-lo, começou então a batalha de Fallen Timbers. A força dos índios estava bem posicionada em torno dos homens de Price protegendo o forte, então Wayne ordenou seu soldados realizarem uma carga de baioneta vigorosa sobre os índios. O Major William Campbell, o comandante britânico de Fort Miami, se recusou a abrir o forte para seus índios aliados, tendo Wayne obtido uma vitória decisiva.
Após a batalha, Wayne ordenou voluntários de Scott para realizar inúmeras incursões dentro de um raio de cinquenta milhas de sua posição. Devido à falta de cavalos de cargas para uso de Wayne, os voluntários montados também foram empregados transportando suprimentos entre fortalezas ao longo de setembro de 1794. Eles eventualmente ficaram cansados de dever do guarnição e queixaram-se de que o uso de seus cavalos pessoais para transporte de mercadorias havia machucado os animais. Muitos ameaçaram amotinar se não houvesse dispensa. Em 13 de outubro de 1794, Wayne finalmente ordenou-lhes o regresso ao lar. Em um atendimento ao pedido de Wayne em 4 de dezembro de 1794, a Câmara dos representantes dos estados unidos agradeceu Scott e seus homens para o seu serviço na batalha de Fallen Timbers. O Tratado de Greenville terminou formalmente a guerra em meados de 1795.

## Carreira política posterior
Em 1795 Scott viajou para a Filadélfia para ajudar a esclarecer os registros de serviço que iria determinar o pagamento final dos homens que serviram-lhe antes de retornar para sua fazenda em Kentucky. Ele continuou a servir, nominalmente, como major-general da 2ª divisão da milícia do estado até 1799. Comemorações do Heroísmo militar de Scott realizaram-se em todo Kentucky, provocando seu interesse em uma carreira política. Com o advento do primeiro sistema de partido, declarou-se um Democrata-Republicano, como fizeram a maioria dos Kentuckinianos. Em 1800 ele foi escolhido como um eleitor presidencial de seu distrito por uma votação de 75 a 44 sobre Caleb Wallace. Scott e seus companheiros eleitores unanimemente votaram para Thomas Jefferson e Aaron Burr.
Em 1803 o Secretário da guerra Henry Dearborn nomeou Scott e o governador James Garrard para avaliarem local em Kentucky para ser construído um substituto para Fort Washington. Garrard era nativo da área central do Kentucky, então insistiu que o forte devia ser construído em Frankfort. Porém Scott discordou, alegando que o forte não deveria ser no interior do Estado e que o terreno montanhoso em torno de Frankfort era inadequado para a construção de um forte. Ele esperou vários dias para tentar uma nomeação em acordo com Garrard, mas quando ele sentiu-se incapaz de fixar acordo, pediu ao Dearborn permissão para fixar sozinho. Dearborn deferiu o pedido e aceitou a recomendação de Scott de um local em Newport no Kentucky. Em 1804 Scott foi novamente escolhido um eleitor presidencial com mínima oposição.
Porém uma tragédia marcou a ascensão política de Scott. Em 1797 seu filho Daniel, que se instalara na Virgínia, morreu. Em fins 1799 ou início de 1800, seu último filho Charles Jr. também morreu. Sua filha Martha casou-se com o futuro senador George M. Bibb em 1799 e mudou-se para o Condado de Daviess. A Filha Mary havia casado e deixou a fazenda antes do regresso de Scott da campanha militar, a filha Nancy deixou a fazenda perto da virada do século XIX, embora ela nunca tenha casado. Após a morte de sua esposa em 6 de outubro de 1804, mudou-se com sua filha e genro, John e Mary Postlethwait, para Lexington. Ele vendeu sua fazenda no Condado de Woodford em outubro de 1805.
Como as tensões entre os EUA e a Grã-Bretanha aumentando na sequência da 22 de junho de 1806, com a Chesapeake–Leopard Affair (uma batalha naval), Scott solicitou ao governador Christopher Greenup para agrupar uma unidade de milícia montada em antecipação ao surto de hostilidades. Embora Greenup tenha concedido a autorização solicitada, Scott casou-se novamente em 25 de julho de 1807 e nunca montou a unidade de milícia. Sua segunda esposa, Judith Cary (Bell) Gist, era a viúva de 57 anos do Coronel Nathaniel Gist, que tinha sido um prisioneiro de guerra com Scott durante a guerra revolucionária. Depois do casamento, eles se mudaram para Canewood, nas plantações da família Gist no Condado de Bourbon e Clark.

## Eleição para governador do 1808

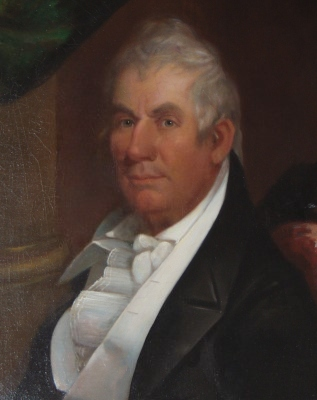
Green Clay, um dos oponentes de Scott na eleição para governador do 1808

Como as celebrações em honra da carreira militar de Scott continuaram em Kentucky, ele começou a considerar a possibilidade da candidatura para governador em 1808. Por meados de 1806 o senador Thomas Posey e Thomas Todd o advogado de estado para Lexington, já haviam declarado suas candidaturas. Posey tinha sido escolhido presidente pro tempore do Senado do Estado e, com a morte do vice-governador John Caldwell, em 1804, assumiu o papel de vice-governador em conjunto com a presidência da câmara no Senado. Posteriormente perdeu sua tentativa de reeleição para senador, mas continuou a atuar como vice-governador e presidir o Senado. Seus adversários alegaram que, desde que ele não era mais um membro do Senado, ele não estava qualificado para atuar como vice-governador. Além disso cobravam sua simpatia pelo odiado partido federalista, mesmo que ele se identificasse como um Democrata-Republicano. Embora sem êxito a tentativa de destituí-lo como Presidente da câmara do Senado, a controvérsia diminuiu suas chances na eleição de 1808. Em 1807 Todd abandonou disputa, bem como aceitou a nomeação do governador Greenup para o Tribunal de Apelações do Kentucky.
Posey com chances menores e a saída de Todd da disputa deixou apenas um grande obstáculo para a potencial candidatura de Scott. Um movimento começou em Kentucky para esboçar o ex-governador Isaac Shelby como um candidato para um outro mandato. Conhecido como Old King's Mountain por seu papel heroico na guerra revolucionaria na batalha de Mountain King, Shelby poderia igualar o apelo militar de Scott, por ter sido um antigo delegado para o estado do Kentucky, participado das convenções constitucionais e ser um ex-governador, com experiência política superando a de Scott. Mas Shelby recusou a candidatura, então Scott declarou oficialmente sua candidatura em 11 de fevereiro de 1808. John Allen tinha por então declarado sua candidatura e Green Clay também o fez um mês após Scott. A campanha de Scott foi gerenciada por seu assessor jurídico, Jesse Bledsoe, professor de direito na Universidade da Transilvânia. Bledsoe foi um dos políticos mais hábeis no estado, embora ele preferisse o papel de "construtor" do candidato.
Allen e Clay, ambos advogados de profissão, foram feridos por uma desconfiança generalizada com os advogados pelo eleitorado de Kentucky. Também Allen tinha servido como conselheiro geral para Aaron Burr e enviou várias cartas anônimas para jornais do Estado, em que o acusou de ser par de suposto esquema do Burr para criar um Estado independente no sudoeste. Henry Clay estava entre aqueles que defendeu vigorosamente Allen das acusações. Scott também falou em termos altamente corteses de Allen. Como legislador, Green Clay tinha colaborado para medidas favoráveis aos devedores, isto proporcionou forte apoio dos colonos ao sul do Green River, muitos dos quais foram posseiros ilegais e especuladores de terra que deviam substanciais dívidas ao estado. Para combater a imagem de herói de Scott, apoiantes de Clay o denunciaram por seu serviço com George Rogers Clark em uma expedição contra o Shawnee de 1782, mas o impacto desta linha de campanha foi mínimo. Como o mais alto oficial de guerra revolucionária em Kentucky, Scott tornou-se o líder reconhecido do conjunto dos veteranos de guerra do estado. No dia da independência celebrações foram realizadas em todo o estado antes das eleições de 1º de agosto, isto deu um impulso para a sua campanha. No dia da eleição, ele ganhou 22.050 votos, então comparados a 8.430 votos para Allen e 5.516 votos para Clay.

## Governador

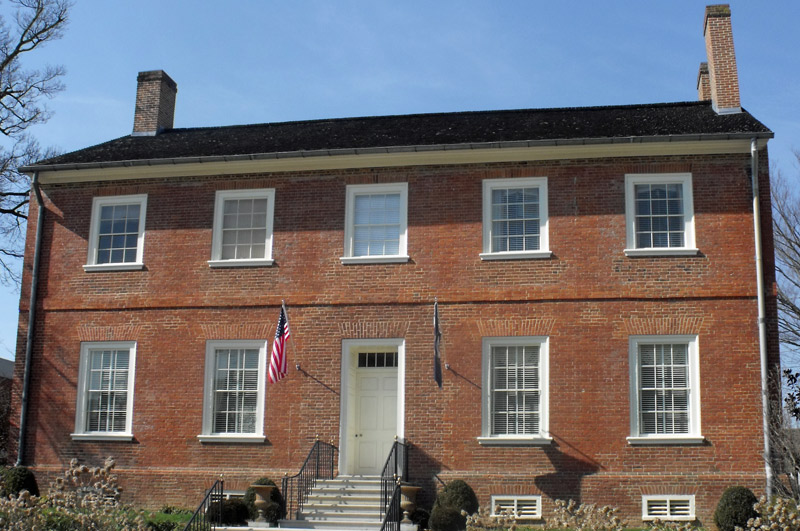
Uma queda no piso gelado da mansão de governo causou em Scott sequela permanente.

Entre os primeiros atos de Scott como governador foi a nomeação Jesse Bledsoe como Secretário de estado. Bledsoe emitiu a primeira petição de Scott ao legislativo em 13 de dezembro de 1808.. Mais tarde naquele inverno, Scott foi ferido quando ele escorregou nos degraus da mansão do governador. A lesão impôs o uso de muletas para o resto de sua vida e o tornava ainda mais dependente de Bledsoe para executar muitas das suas funções oficiais. Sua condição física continuou a agravar-se ao longo de seu mandato como governador.
Em questões internas Scott defendeu o aumento de salários para funcionários públicos, medidas de desenvolvimento econômico e pesadas punições aos criminosos reinscidentes. Enquanto ele desejava um dispotivo legal de ordem tributária que impedisse a necessidade do Estado de tomar dinheiro emprestado, ele exortou os legisladores para manter impostos tão baixo quanto possível. Ele também exortou-os para converter a milícia em um exército de jovens. A assembleia geral rotineiramente ignorou suas chamadas para a reforma, mas deixou passar uma medida que ele defendia permitindo aos devedores uma moratória de um ano no conjunto de suas dívidas, se ofertassem garantias.
Scott frequentemente entrou em choque com o legislativo, incluindo uma vez quando o Senado se recusou a confirmar a nomeação do Dr. Walter Brashear como tenente-coronel comandante do segundo Regimento do milícia estado. O governador se recusou a nomear alguém para a posição, dizendo que Brashear foi a melhor escolha afirmando aos senadores que eles não gostariam se fosse uma nomeação de pior. Ele empregou seu veto de governador três vezes ao longo do seu mandato, mas todos os três foram derrubados pelo legislador. Medidas criando o Condado de Harrison e permitindo os posseiros comprar terra ocupada em condições mais favoráveis foram vetadas porque Scott entendeu que haviam sido aprovadas demasiadamente rápido sem permitir um verdadeiro debate. Scott vetou também a revogação de uma pensão concedida recentemente ao aposentado de Tribunal de Apelações do Kentucky de Justiça George Muter, porque ele sentiu que minou a confiança dos cidadãos nas promessas de seu governo.
Ao longo de seu mandato, Scott foi perseguido por rumores de bebedeira e uso freqüente de palavrões. Em uma ocasião, um indivíduo desconhecido acreditava que sua reputação tinha sido ferida por algo Scott tinha dito e desafiou-o para um duelo. Ele ignorou o desafio, depois que o desafiante ameaçou denunciá-lo como um covarde. Scott supostamente teria respondido, "denuncie e será desaprovado, se o fizer, só irá postar-se como um mentiroso maldito e todo mundo assim dirá.". Em outra ocasião, depois de analisar um discurso escrito para ele por Bledsoe, o governador teria comentado: "bem, Sr. Bledsoe, eu sei que você pensa ser visivelmente mais esperto do que eu e por muitas vezes é em muitos aspectos. Mas esta mensagem como agora não será feita senão eu serei amaldiçoado". Bledsoe perguntou o que havia de errado com o discurso, ele declaradamente respondeu, "por que maldição do inferno, porque você não colocou uma boa oração solene no final dele e falou sobre a Providência e a proteção do céu e tudo o mais?" Depois que o governador fez campanha para o adversário de Humphrey Marshall nas eleições legislativas de 1809, Marshall publicou um artigo no Jornal mundo ocidental que acusou-o de aparecer na frente da casa do Tribunal bêbado no dia da eleição.
Na maior parte do mandato de Scott como governador, as tensões entre os EUA e a Grã-Bretanha escalaram. O sentimento em favor de uma declaração de guerra dos EUA contra os britânicos foi particularmente forte em Kentucky. Mas os Kentuckinianos se ressentiam da substituição da lei de Embargo de 1807, do ato de redução de intercâmbio de 1809 e do projeto de lei número 2 de Macon. O senador de Kentucky Henry Clay tornou-se o líder reconhecido dos "falcões de guerra" no Congresso. Durante um discurso à assembleia geral em 4 de dezembro de 1810, Scott expressa pouca esperança de resolver pacificamente as contendas dos EUA contra a Grã-Bretanha. Ele lembrou a Assembleia Geral, no entanto, que a França também tinha violado direitos de marítimos dos Estados Unidos e pediu tratamento igual aos dois países para suas ofensas.

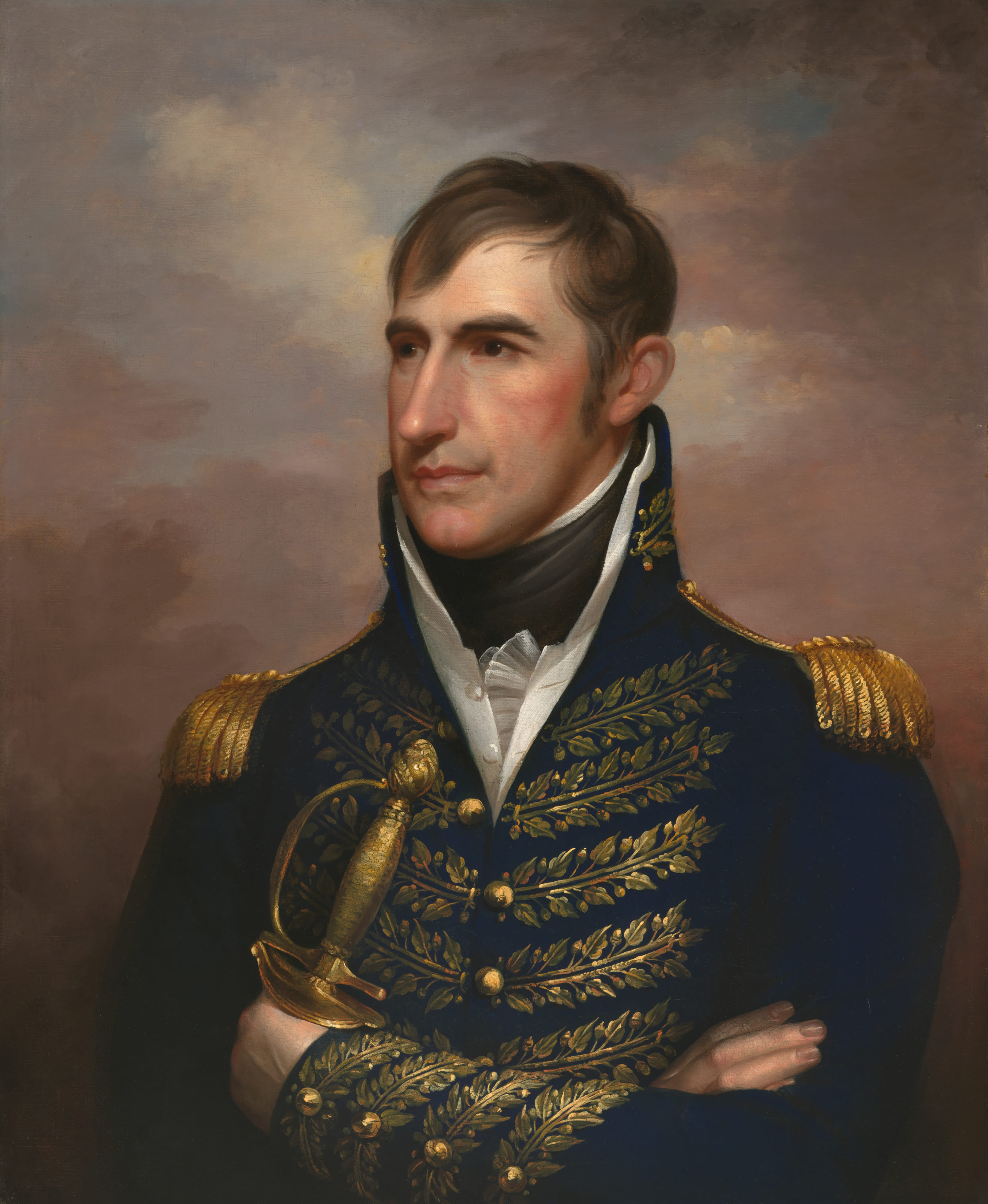
William Henry Harrison, comandante supremo do exército do noroeste

Em setembro de 1811, William Henry Harrison, então governador do território de Indiana, visitou Kentucky e dirigiu-se ao Coronel Samuel Wells para recrutar Kentuckinianos para um novo Regimento federal que estava sendo formado pela autoridade do Secretário de guerra William Eustis. Harrison não tinha concedido a Scott permissão de recrutar no estado, então muitos Kentuckinianos aliados do inimigo político de Scott, Humphrey Marshall, disseram ao seu conselheiro de confiança, Jesse Bledsoe,  que era perceptível o descaso do governador. Bledsoe ficou indignado, Scott ignorando a indignação do mesmo se recusou a questionar a falsidade, bem como se tornou um dos maiores defensores da carreira ascendente de Harrison.
Em novembro de 1811 um mensageiro trouxe a notícia para Kentucky da morte de Joseph Hamilton Daviess antigo procurador geral de Kentucky na batalha de Tippecanoe, aumentando o clamor dos Kentuckinianos para a guerra com os britânicos e índios. Em antecipação para uma chamada federal de voluntários, Scott publicou mensagens em jornais do estado em fevereiro e abril de 1812 enfatizando a necessidade de preparo para a guerra iminente. No final de julho a quota do estado de 5.500 voluntários foi atingida. Em 14 de agosto de 1812, Scott cumprimentou dois regimentos de soldados na mansão do governador, pouco antes de sua reunião em Georgetown. Ele claudicou com suas muletas por entre os soldados, então voltou-se para mansão de governo e ainda foi ouvido o murmúrio: "Se não fosse por você, eu poderia ter ido com os meninos".
Em 25 de agosto de 1812 último dia de Scott no governo, nomeou Harrison brevet (temporário) major-general sobre a milícia de Kentucky. A nomeação foi feita juntamente ao parecer de entrada do governador Isaac Shelby e Henry Clay. A nomeação temporária garantiu que Harrison e não o James Winchester, que era impopular em Kentucky e tinha suas próprias tropas, conduzisse as forças militares do estado na guerra. O biógrafo Harry M. Ward observou que a nomeação de Harrison era inconstitucional, tanto porque ele não era um cidadão do Estado e porque a colocação da milícia sob o comando dos principais generais já havia sido feita. Historiador de Kentucky Lowell H. Harrison concordou que a Comissão foi "provavelmente ilegal", mas ainda mais notável que Harrison foi "aclamado em todo o estado". A demonstração de confiança de Scott e seus assessores influenciou o Presidente James Madison para nomear Harrison como supremo comandante do exército do noroeste.

## Morte e legado
Após seu mandato como governador, Scott retirou-se para sua propriedade de Canewood com sua esposa e a enteada mais nova, Mary Cecil Gist. Duas de suas enteadas se casaram durante seu mandato como governador. Anna Maria Gist casou-se com o Capitão Nathaniel G. S. Hart em 1809, mas Hart foi morto no Massacre River Raisin em Janeiro de 1813. Eliza violeta Gist casou-se com Francis Preston Blair, em 21 de julho de 1812, antes da expiração do mandato de Scott como governador. O governador opinou que Blair, que estava ligeiramente encurvado, com ombros caídos, não sobreviveria com sua tubercoluse e deixaria Eliza viúva dentro de seis meses. Blair, no entanto, salvou-se de sua tuberculose e se tornou um conselheiro de confiança ao presidente Andrew Jackson. Ele sobreviveu a previsão de Scott em mais de sessenta anos.
Por meados de 1813, a saúde de Scott tinha começado piorar rapidamente. Ele morreu em 22 de outubro de 1813 e foi sepultado em Caneweed. Foi um dos últimos generais da guerra revolucionária a morrer. Seus restos mortais foram transladados para o cemitério de Frankfort em 1854. Os Condados de Scott no Kentucky e em Indiana, foram assim nomeados em sua honra, como são as cidades de Scottsville no Kentucky e na Virginia.

## Ler também
- Brown, Orlando (1951). «The Governors of Kentucky». The Register of the Kentucky Historical Society. 49 (2): 93–112
- Burnley, Pattie (1903). «Biographical Sketch of General, Afterward Governor, Charles S. Scott». Register of the Kentucky Historical Society. 1: 11–18
- Heathcote, Charles W. (1957). «General Charles Scott—an Able Officer on Whom Much Depended». Picket Post. 57: 4–16
- Lobdell, Jared C. (1967). «Two Forgotten Battles in the Revolution». New Jersey History. 85 (3–4): 225–234
- Smucker, Isaac (1874). «General Charles Scott». Historical Magazine. 3: 88–90
- Whickar, J. Wesley (1925). «General Charles Scott and His March to Ouiatenon». Indiana Magazine of History. 21: 90–99

## Fonte da tradução
- Este artigo foi inicialmente traduzido, total ou parcialmente, do artigo da Wikipédia em inglês cujo título é «Charles Scott (governor)».